# Aulacocentrum seticellum
Aulacocentrum seticellum är en stekelart som beskrevs av Van Achterberg och He 1994. Aulacocentrum seticellum ingår i släktet Aulacocentrum och familjen bracksteklar. Inga underarter finns listade.